# 12168 Polko
12168 Polko (tên chỉ định: 5141 T-2) là một tiểu hành tinh vành đai chính. Nó được phát hiện bởi Cornelis Johannes van Houten, Ingrid van Houten-Groeneveld, và Tom Gehrels ở Đài thiên văn Palomar ở Quận San Diego, California, ngày 25 tháng 9 năm 1973. Nó được đặt theo tên Norbert Polko, một nhà thiên văn học ở Đài thiên văn Sonneberg.